# Магон II
Магон II е суфет на Картаген, управлявал през 396 – 375 г. пр.н.е.
Представител на рода на Магонидите, той застава начело на Картаген след самоубийството на Хамилкон II. Управлява по време на Втората сицилианска война и загива в битката при Кабала. Наследен е от сина си Магон III, който предводителства картагенските сили в голямата им победа срещу сиракузката армия на Дионисий I Стари в битката при Крониум. 